# Schneller zu Lottstetten

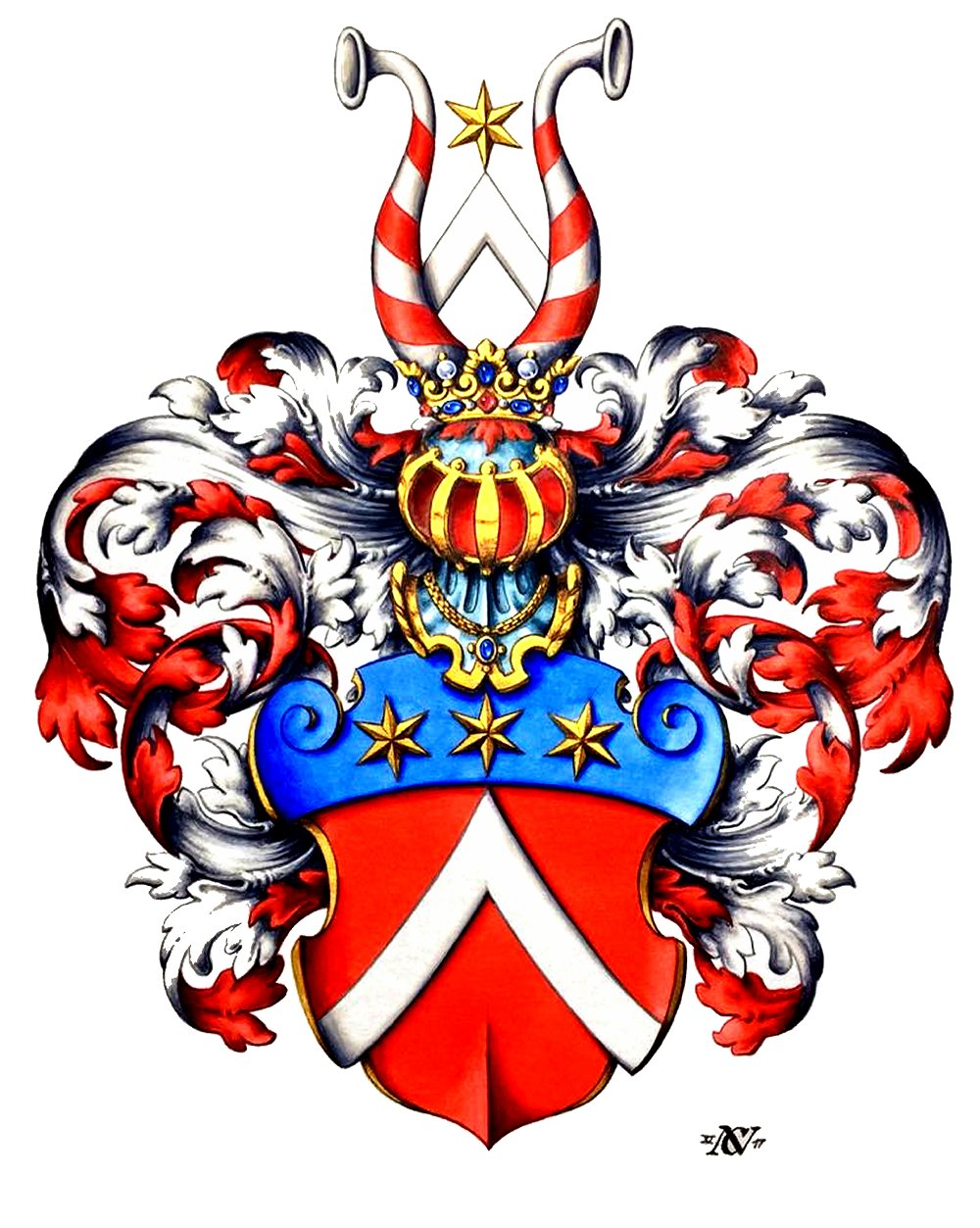
Stammwappen seit dem 14. Jahrhundert

Die Schneller stamm aus Lottstetten im heutigen Klettgau, Baden-Württemberg. Bis 1806 gehörte die Landgrafschaft Klettgau zur Herrschaft Schwarzenberg und fiel in der Folge der Mediatisierung an das Großherzogtum Baden. Die Familie war über Generationen als Ministerialen und Vögte der Grafen von Sulz und der Propstei Öhningen tätig. Neben Eigenbesitz hatten die Schneller in Lottstetten durch das Spital und Spendamt der Stadt Schaffhausen, die Propstei Öhningen und das Kloster Rheinau stets Erblehen inne.

## Geschichte
Gemäß der Adelsakte von 1639, gehört die Familie bereits seit dem 12. Jahrhundert dem Adel an: „dan unser vorig Adelicheß geschlecht, sich schon biß in die 400 Jahr erstreckht hat. Der darumb schon gehabte wappen:  und Adelßbrief aber, durch  den schwedischen feindt ist abgenommben und verpranndt; also dessen wür beraubt worden.“ (In besagtem Kampf und Verteidigung Lottstettens gegen die Schweden am 8. Mai 1633 sind drei Mitglieder der Familie gefallen.)
Als weitere besondere Verdienste, welche zur Nobilitierung führten, galt die Teilnahme mehrerer Familienmitglieder am Feldzug gegen die Türken in Ungarn im Jahre 1599. Angeführt wurde das Heer dabei durch Karl Ludwig zu Sulz, Landgraf zu Klettgau, kaiserlicher Feldzeugmeister und Präsident des Hofkriegsrates.
Zweige der Familie leben heute in Deutschland (u. a. in Berlin), Ungarn, Österreich und der Schweiz. In Ungarn heißt die Familie neben Schneller auch Schnöller oder Selényi.

## Stammwappen
Ein silberner Sparren, am Schildeshaupt ein grau-blauer Balken mit drei sechszackigen goldenen Sternen. - Auf dem Helm eine rot-silbernen Decken zwischen zwei von rot und silber eingebundenen Büffelhörnern, der Sparren auf dessen Spitze ein goldener sechszackiger Stern ruht.

## Nobilitierung 1639

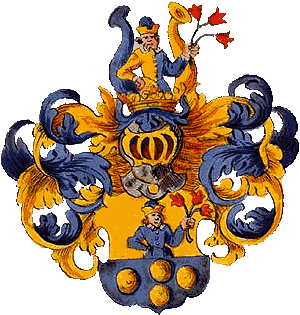
Wappen von 1639

Römisch-katholisch/Erbländisch-österreichischer Adelstand und Wappenbesserung, Wien 20. Juni 1639 für die Gebrüder Andreas und Jacob Schneller wegen der Verdienste ihrer Ahnen im Türkenkrieg.
Wappen
Ein von Gold und Blau geteilter Schild; oben ein blaugekleideter bärtiger Mann mit goldenen Knöpfen und ebensolcher Bauchbinde wachsend, auf dem Kopf eine blaue Spitzkappe mit goldener Stulp, in der Linken drei Tulpen haltend, die Rechte in der Hüfte gestützt. Unten vier (1, 2, 1) goldene Kugeln. Auf dem Helm mit beiderseits blau-goldenen Decken zwischen zwei nach außen gerichteten, links goldenen, rechts blauen Büffelhörnern der Mann mit den drei Tulpen in von gold und blau längsgespaltenen Rock.

## Nobilitierung 1747

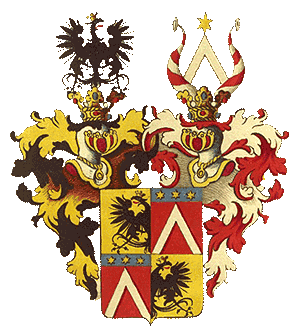
Wappen von 1747

Römisch-katholisch/Erbländisch-österreichischer Ritterstand und Wappenbesserung, Wien 9. November 1747 für Anton von Schneller, k.k. Rat und geheimer Hof- und Staatskanzlei-Registrator (geboren am 10. Juli 1691 in Lottstetten, gestorben am 2. August 1762 in Wien).
Wappen
Geviertet. 1 und 4 in Gold ein goldgekrönter rotbezungter schwarzer Adler am Spalt. 2 und 3 in Rot ein silberner Sparren, am Schildeshaupt ein grau-blauer Balken mit drei sechszackigen goldenen Sternen. - Auf den zwei Helmen, rechts mit schwarz-goldenen Decken, ein goldgekrönter rotbezungter schwarzer Adler und links mit rot-silbernen Decken zwischen zwei von rot und silber eingebundenen Büffelhörnern, der Sparren auf dessen Spitze ein goldener sechszackiger Stern ruht.

## Waldkirchsches Haus zu Rheinau

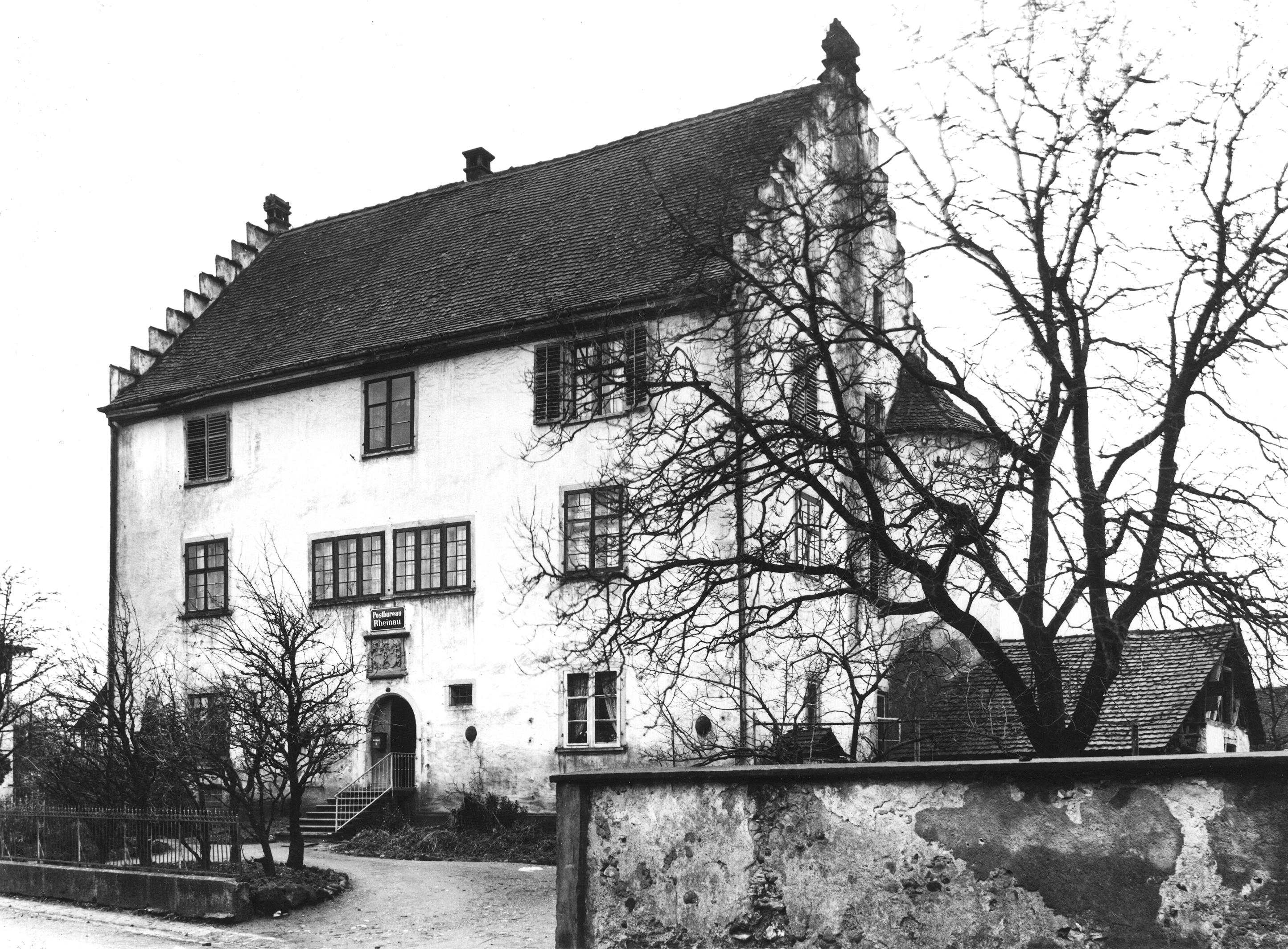
Waldkirchsches Haus zu Rheinau

Über Generationen war der Rheinauer Zweig der Familie Schneller im Besitze des Waldkirchschen Hauses in Rheinau. Das Haus gilt als stolzester Profanbau des Klosterstädtchens und wurde auch „Gut Schroffenberg“ oder „alte Post“ genannt. Von 1890 bis 1957 war hier das Postbüro Rheinau untergebracht. In dem Bau befindet sich heute das Kirchgemeindezentrum Rheinau. Der Edelsitz der Familie von Waldkirch wurde 1602 erbaut. Über dem Eingang ist das Sandsteinrelief mit dem Wappen derer von Waldkirch–Muntprat angebracht. Der Bau hat einen halben Eckturm und einen Treppenturm. Die Muntprat waren ein Ravensburger Patriziergeschlecht und die von Waldkirch ein Schaffhauser Adelsgeschlecht.

## Bedeutende Familienmitglieder
- Melchior Schneller (genannt 1531), Vogt zu Lottstetten[8]
- Laurentz Schneller (gestorben 1629), Vogt zu Lottstetten[9]
- Johann Leonhard Schneller (1660–1726), Kaplan in Tiengen, ab 1702 Pfarrer in Oberlauchringen[10]
- Franz Anton Schneller (1697–1762), Theologe, Pfarrer in Lienheim[11], Weissenhorn[12] und Wolkersdorf[13]
- Anton von Schneller (1691–1762), k.k. Rat und geheimer Hof- und Staatskanzlei-Registrator[14]
- Franz Xaver Blasius Maria von Schneller (1728–1777),k. k. geheimer Hof- und Staatskanzlei Conzipist[15]
- Christoph von Schneller (1731–1771), Theologe, k.k. Hofspital - Kaplan, Schrift und Consistorial Rat, Pfarrer in Wolkersdorf[16]
- Andreas von Schneller (1755–1840), Geheimer Rat, Feldmarschalleutnant, Wirklicher General der Kavallerie, Großkreuzritter des Leopold-Ordens, Inhaber des 5. Chevauxlegers-Regiments. Von 1823 bis 1836 war er Kommandierender General im Banat.
- Michael Schneller (1763–1835), Vogt zu Lottstetten[17]
- Johann Jakob Schneller (1789–1846), Stabsarzt[18]
- Karl Schneller (1821–1899), Friedensrichter und Hauptmann[19].
- Eduard Schneller (1838–1896), Kantonsrat des Staates Zürich[20][21]
- Eduard Schneller (1873–1925), Bezirksarzt[22]
- Hans Walter Schneller (1893–1982), Komponist
- Joseph von Schneller, (1814–1885), bekannter österreichischer Mediziner und k.u.k. Obersanitätsrat